# フェノメノ
『フェノメノ』は、一肇による日本のホラー小説シリーズ。イラストは安倍吉俊が担当している。星海社FICTIONS（星海社）より2012年6月から2015年6月まで刊行された。2015年11月から2016年7月まで星海社文庫にて文庫化し刊行された。

## 沿革
第1巻の第1・2章に関しては、星海社のWEBサイト「最前線」にて2012年1月から4月まで連載小説としてほぼ毎月掲載していた。作者の近作である『幽式』（ガガガ文庫刊/小学館）と世界観が同一であり、一部登場人物が共通している。
単行本第1巻発売のプロモーションとして、ニトロプラスより単行本の第1章を忠実に再現したビジュアルノベルが制作され、秋葉原で一部パッケージ版が無料配布されたほか、2012年6月16日にニトロプラスの特設サイト上で無料で配布されている。
また2012年7月18日には星海社の最前線サイトにおいてフェノメノの第一章である「願いの叶う家」を『栗山千明の新月朗読館』の企画の第一夜として栗山千明ナレーションによる朗読がustreamまたはニコニコ生放送にて配信された。脚本は朗読用に原作者である一肇が書きおろしをし、イラストは安倍吉俊となまにくATKが、映像制作はufotableが担当した。朗読はCDとして収録し、脚本とイラストが収録された冊子とともにまとめられ、2012年9月14日に星海社FICTIONSレーベルより発売された。iphone・ipadアプリとしても発売されている。
2012年9月9日には星海社のカレンダー小説の「占いの日」の作品として登場人物の一人である「鴉」に焦点を当てたスピンオフ作品「-Raven Notes- 鴉の備忘録」が星海社の最前線において9月17日までの1週間期間限定で公開された。イラストは安倍吉俊、彩色仕上げはニトロプラスが担当した。
2015年4月30日に稼働開始したアーケードゲーム『ニトロプラス ブラスターズ -ヒロインズ インフィニット デュエル-』（エクサム）にてパートナーキャラクターとして「フェノメノ」から「美鶴木夜石」が参戦した声は、折笠富美子が担当している。

## 登場人物
山田凪人（やまだ なぎと）
静岡から上京してきて大学に入学したばかりの大学生。家賃を安く済ませようと格安の武蔵野の郊外の一軒家を借りる。オカルトサイト「異界ヶ淵」に入り浸っており、ハンドルネームは「ナギ」と名乗っている。軽い喘息持ち。家族は静岡に両親のほか姉がいる。肝心なことを言わない性格であるが面倒見がいい、姉には頭が上がらない。
美鶴木夜石（みつるぎ よいし）
オカルトサイト「異界ヶ淵」の住人。ハンドルネームは「夜石」。16歳の高校一年生の女子高生。家族がいるのかは不明。容姿はスレンダーで美人だが、風呂に入るのは1ヶ月に1回というほど風呂嫌いで不衛生、かつ黒いコートを羽織っているなど雰囲気が暗いため、そのことを感じさせない。「恐怖」という感情が分からず、常識・非常識を問わず探求する姿勢を見せる。何か悪意を感じると嘔吐する癖がある。語末に「〜だわ。」とつけるのが口癖。
クリシュナ
クリシュナは通称・ハンドルネームで本名は栗本詩那（くりもと しな）。オカルトサイト「異界ヶ淵」の管理人。以前は「異界ヶ淵」のオフ会にも姿を見せていたが、現在は参加しなくなっている。凪人の通っている皇鳴学園大学の先輩でビートニク研究会の部長を務めている。容姿は巨乳で小柄。凪人から持ち込まれる事件に対して、凪人に警告をしつつ世話をしている。作者の過去作『幽式』の登場人物である。
鴉（からす）
異界ヶ淵OFF会の常連メンバーの酒豪の女性占い師。凪人が新住居を必要となった時に紹介するなど面倒見が良い人物であるが適当さがたまにキズ。結構な金持ちなのにも関わらず凪人が引っ越した後は隣にある物置と化しているアパートの部屋からなにかにつけてせびりにくる。鴉はハンドルネームと通称で本名はある事情により捨てた。霊感があり、霊能関連の仕事も請け負っているらしく異界ヶ淵においてはクリシュナの代理として霊的相談の窓口となっている面もある。クリシュナと同じく『幽式』からの登場人物である。
山田暁（やまだ あきら）
凪人の姉。一人暮らしをしており、れっきとした社会人。会社員を務めている。静岡在住の元レディース。
滝田佐居（たきた さこ）
第1巻でも登場したが、名前は第2巻で明らかになった。とある神社の宮司だが怪異を扱う骨董商としての顔を持つ。除霊に際しては神道のみに囚われずいくつかの宗教の忌憚なく利用するが、性格は悪く目的のためには利用するものは利用する性格。クリシュナについて定期的に背骨の治療を施しており、クリシュナからは師匠と呼ばれている。
篁亜矢名（たかむら あやな）
クリシュナの先輩。第2巻より登場。クリシュナが高校1年当時の生徒会長かつ文芸部部長で家柄も良く生徒・教員からも人望を集めていたが突如として失踪し、5年を経た作中の現代においても発見されていない。失踪後、父親や家庭教師のほかしつこく言い寄っていた同級生が相次いで命を落としている。家族としては義母のほか異母妹がいる。作者前作の『幽式』においての事件についても関わっている。
新島浩平（にいじま こうへい）
青森から皇鳴学園の大学に上京してきたが友達が出来なかったため、いつも一人で図書館で読書に励んでいた男子大学生。後に自殺したが、死して凪人に「ろろろ」という言葉を残す。
栗本雪人（くりもと ゆきひと）
クリシュナの弟で皇鳴学園高校の一年生。笑顔が眩しい好青年で、第3巻より登場。行方不明になった夜石を気にかけている。
七森赤音（ななもり あかね）
第4巻で登場した、ファーストフード店で心霊写真の販売をしていた、大人びた女子小学生。武蔵野第一小学校六年生。こっくりさんに似たノストラダムスさまを行ったことをきっかけに友達からはれものを見る扱いをされている。何が付いているか不安になり夜石に助けを求める。
大城ミツル（おおしろ みつる）
第4巻にて登場。凪人の同期の大学生で美術部に属している。クリスマスのイブに先輩から聴いた絵画家に関する怪談話をしに凪人の家に転がり込む。
達家晴雄（たっけ はるお）
第5巻にて登場。警察官で階級は巡査長。複数の事件を担当するうち、異常な行動をとった犯罪者の言動が似ていることに気づき悪意は移動するのではないかと確信をもった。その持論から他の同僚から浮いた存在となり、単独で捜査している。

## 用語集
異界ヶ淵
霊・怪奇現象・UMA等幅広い分野を網羅したオカルトサイトでニュース記事のほか掲示板を備えた総合サイト。クリシュナが管理を努めており、自らオカルトに関して記事を書いている。オフ会が開かれる。オフ会には学生のほか大学教授、会社員、占い師、自営業等性別職業に関わらず多岐の参加者が大人数参加する。裏には調査部門が存在している。作者の前作『幽式』にも登場。
皇鳴学園
財閥が関わり戦前に設立されたキリスト教系の学園であり、そのためか古い建物や慰霊塔がある。高等学校と大学が存在しており、クリシュナと凪人が通っている大学でもある。ちなみに夜石は高等学校の在校生でありクリシュナはこの高校の卒業生である。文化祭の呼称はキリスト教系の流れを組むためか大学・高校ともマリア祭と呼ぶ。作者の前作『幽式』の舞台でもある。

## 単行本版
1. フェノメノ　美鶴木夜石は怖がらない　（2012年6月15日刊行、ISBN 978-4-06-138829-1）
  - case:01『「願いの叶う家」 浮〜flow 』（最前線 掲載開始：2012年1月24日 -）
  - case:01『「願いの叶う家」 落〜fall』（最前線 掲載開始：2012年2月14日 -）
  - case:02『「自己責任系」 願〜wish』（最前線 掲載開始：2012年3月13日 -）
  - case:02『「自己責任系」 壊〜overlay』（最前線 掲載開始：2012年4月10日 -）
  - case:03『「襖の向こう」』（単行本書き下ろし）
2. フェノメノ弐　融解ファフロツキーズ （単行本書き下ろし、2013年2月15日刊行、ISBN 978-4-06-138855-0）
  - case:04『「時計塔の穴」』
  - case:05『「猫迷宮」』
  - case:06『「ろろろ」』
3. フェノメノ参　収縮ファフロツキーズ （単行本書き下ろし、2013年4月16日刊行、ISBN 978-4-06-138861-1）
  - case:07『「ユリの肖像」』
  - case:08『「地下はあるのか、ないのか」』
4. フェノメノ肆　四回廊事件 （単行本書き下ろし、2013年11月15日刊行、ISBN 978-4-06-138882-6）
  - case:09『「拝啓ノストラダムスさま」』
  - case:10『「見えない友達」』
  - case:11『「惑星の憂鬱」』
  - case:12『「十六歳の墓標」』
  - エピローグ『「あるいは、始まりの事件の始まり」』
5. フェノメノ伍　ナニモナイ人間 （単行本書き下ろし、2014年6月13日刊行、ISBN 978-4-06-138895-6）
  - case:00『一章「M」』
  - case:00『二章「灰の世界」』
  - case:00『三章「夜石」』
  - case:00『四章「不安館」』
  - case:00『五章「ナニモナイ人間」』
  - case:00『エピローグ』
6. フェノメノ陸　美鶴木夜石は微笑まない （単行本書き下ろし、2015年6月16日刊行、ISBN 978-4-06-139912-9）
  - case:13『「霊道」』
  - case:14『「鏡の中にいる」』
  - case:15『「続・不安館」』
  - 終章

- 星海社朗読館「願いの叶う家」（2012年9月14日刊行、ISBN 978-4-06-138841-3）

### 文庫版に収録
- 『Raven Notes- 鴉の備忘録』（最前線 掲載期間：2012年9月9日 - 2012年9月17日）

### 文庫版
2015年秋から2016年夏にかけて全5巻で発売された。文庫版独自のあとがきが加えられているほか、単行本版の2・3巻が合本されているため1冊少なくなっている。レーベルは星海社文庫。単行本に未収録であった「Raven Notes- 鴉の備忘録」を第3巻と第4巻に分けて収録される予定と発表され、収録された。
1. フェノメノ 美鶴木夜石は怖がらない （2015年11月10日初版発行、ISBN 978-4-06-138995-3）
2. フェノメノ 弐 融解/収縮 ファフロツキーズ （2016年1月9日初版発行、ISBN 978-4-06-138998-4）
3. フェノメノ 参 四回廊事件 （2016年3月11日初版発行、ISBN 978-4-06-139050-8）
4. フェノメノ 肆 ナニモナイ人間 （2016年5月11日初版発行、ISBN 978-4-06-139052-2）
5. フェノメノ 伍 美鶴木夜石は微笑まない 2016年7月9日初版発行、ISBN 978-4-06-139053-9）

## ビジュアルノベル
Windows XP home/XP Pro/Vista/7 日本語版専用ソフトとして2012年6月16日に無料でニトロプラスの特設サイトで公開された。原作の第1章『Case01「願いの叶う家」』を忠実にゲーム化しており、原作者である一肇が脚本を担当している。

### ビジュアルノベルスタッフ
- 脚本：一肇
- キャラクターデザイン：安倍吉俊
- 原画：安倍吉俊、田中雄一、なまにくATK
- 演出：徒歩十分
- 音楽：芦沢英志
- 企画/開発：星海社/ニトロプラス

## 幽式
『幽式』は2008年にガガガ文庫（小学館）より刊行された、一肇による商業第2作品目のホラー小説。イラストはわかば。フェノメノシリーズから見れば前日譚であり過去の話でもある。フェノメノと一部登場人物・舞台が共通している。

### あらすじ
オカルト好きな高校生の時央は幼少の頃侵入した古びた洋館に恐怖心を感じていたが、意を決してオカルトサイト異界ヶ淵に書き込む。芳しい反応を得られず反応が欲しくてオフ会でも聞きこむものの管理人のクリシュナを始め異界ヶ淵のオフ会メンバーの良い反応は得られず落ち込む。その後に転校してきた唯とともにその古びた洋館に入ることになる。唯の言葉によって過去のトラウマに囚われそうになるも、そこにたまたま調査に訪れたクリシュナたち異界ヶ淵の調査メンバーが助けに入る。そして、ある時のオフ会において、色条みれと会った後時央の周辺に異変が生じ始める。

### 登場人物（幽式）
渡崎時央（わたるさき ときお）
本作の主人公。オカルト好きでオカルトサイトの異界ヶ淵に入り浸っており、オフ会にもよく顔を出している。私立皇鳴学園高等部の1年生で家族は母親と妹の理央の二人のためアルバイトを日々励んでいる。
神野江唯（かみのえ ゆい）
本作のヒロイン。時央のクラスに時期はずれに転校してきた美少女。常識的な物言いはできるものの、時折吐いたり、死体の写真の本を読んだり、学校の備品を破壊する等支離滅裂な行動を行う。いわゆる心霊スポットと言われる場所に積極的に向かう。
栗本詩那（くりもと しな）
ハンドルネーム・通称ともクリシュナと呼ばれている。私立皇鳴学園高等部3年生で時央の先輩。ジャーナリズム研究部部長をしているが実は異界ヶ淵の管理人を務めており、オフ会にも積極的に顔を出しているが酒が極端に弱く、匂いを描いだだけで深く酩酊してしまう。異界ヶ淵の裏の調査活動においても積極的に介在している。オーラ（バイオフォトン）が見える能力がある。
大森弥太郎（おおもり やたろう）
時央の親友でお寺の跡継ぎにも関わらず、エロくてロリコンなため時央の妹に目をかけている。
松崎建吾（まつざき けんご）
時央の通う高校の担任の先生で見た目はヤクザのような風貌だが生徒を気にかける良き教師。通称マッちゃん。
スーさん
異界ヶ淵のオフ会のメンバーの一人。40代なかばの男性で職は酒屋。鬼のミイラやオカルト系の古美術を収集している。フェノメノでも登場している。
鴉
異界ヶ淵のオフ会のメンバーの一人。占い師。フェノメノでも登場している。
色条みれ（いろじょう みれ）
異界ヶ淵のサイトの掲示板におかしな書き込みをしていた女性。時央は実の父親俊夫が色条と不倫していたことと疑っており印象は良くないが時央に会おうと異界ヶ淵のオフ会にまで参加する。
奥村俊夫（おくむら としお）
時央の実父でとある大企業の営業部長をしていたが、現在は無職。時央の母親と離婚している。時央が嫌っており仲は険悪にも関わらず時央を挑発するように話しかける。
古舘聡治（こだて しょうじ）
昭和の洋画家で時央が侵入した洋館の家主。社交的な画家であったが娘がなくなると引きこもるようになり作風が一変し、妻が亡くなると世間から完全に隔絶した。時央が高校生になった時点ですでに故人。
先輩
栗本の先輩で社交的で生徒会長と文芸部部長を務めていた人物。忌み語を研究しており栗本へも平気で実験対象にしていたがある日を境に失踪した。栗本曰くできれば二度と会いたくない人物であるとのこと。フェノメノで名前が明かされた。

### 刊行情報
ガガガ文庫（小学館）レーベルより発売された。全1巻。
- 2008年11月23日初版発行、ISBN 978-4-09-451101-7